# Max Jenkins
Max Jenkins (New York, 13 maart 1985) is een Amerikaans acteur en toneelschrijver.

## Carrière
Jenkins begon in 2009 met acteren in de film Breaking Upwards, waarna hij nog meerdere rollen speelde in films en televisieseries. Hij is bekend van zijn rol als Max Carnegie in de televisieserie The Mysteries of Laura waar hij in 38 afleveringen speelde (2014-2016). Naast het acteren voor televisie is hij ook als acteur en toneelschrijver actief in het theater. In 2012 werd hij samen met medeschrijvers genomineerd voor een Drama Desk Award voor het schrijven voor het toneelstuk Unnatural Acts. 

## Filmografie

### Films
Uitgezonderd korte films.
- 2024 Space Cadet - als Miles
- 2024 Almost Already Famous - als Troy
- 2023 Late Bloomers - als Max
- 2023 Cat Person - als Todd
- 2019 Plus One - als Nick
- 2018 Most Likely To - als Dante Di Luca
- 2018 Perception - als Andrew
- 2015 Those People - als Graaf Dracula
- 2014 Are You Joking? - als Paul
- 2014 Fort Tilden - als Ashley
- 2012 Watching TV with the Red Chinese - als man in gladiatorpak
- 2009 Breaking Upwards - als Frosh

### Televisieseries
Uitgezonderd eenmalige gastrollen.
- 2024 Dead Boy Detectives - als Kingham - 4 afl.
- 2019-2022 Dead to Me - als Christopher Doyle - 20 afl.
- 2021 Special - als Tanner - 7 afl.
- 2016-2020 High Maintenance - als Max - 2 afl.
- 2014-2016 The Mysteries of Laura - als Max Carnegie - 38 afl.
- 2012 30 Rock - als receptionist - 2 afl.
- 2009-2012 Gray's Anatomy - als Jim Gable - 12 afl.